# Pauszaniasz spártai király
Pauszaniasz (görög betűkkel: Παυσανίας, Kr. e. 5. század - Kr. e. 395/Kr. e. 394) spártai király, Pleisztoanax király fia. Apját Kr. e. 445 körül korruptnak nyilvánították és száműzték Spártából. Az ekkoriban még uralkodáshoz túlságosan fiatal Pauszaniaszt ugyan trónra emelték, de a tényleges hatalmat nagybátyja Kleomenész gyakorolta. Kr. e. 426-ban a delphoi Apollón-jósda közbelépésének köszönhetően Pleisztoanax király hazatérhetett, így újra elfoglalta a trónt. Pauszaniasz tényleges uralkodása apja halálát követően, Kr. e. 409-ben kezdődött.
Kr. e. 405-ben ott volt Athén blokád alá vételénél, majd Kr. e. 403-ban maga teremtett rendet a városban rivalizáló pártok között, ezen tettével sokat segített az athéni demokrácia helyreállításában. Emiatt Spártában perbe is fogták, de végül felmentették. Kr. e. 395 körül Thébai felé vezette seregeit, de a spártaiak Haliartosznál vereséget szenvedtek, ráadásul a csatában elesett a peloponnészoszi háború nagy népszerűségnek örvendő veterán hadvezére, Lüszandrosz. A vereségért Pauszaniaszt tették felelőssé, ezért az uralkodó Tegeába menekült, itt pedig betegségben halt meg.

## Lásd még
- Spárta királyainak listája